# Родимые пятна (киноальманах)
«Роди́мые пя́тна» — советский художественный фильм, киноальманах, снятый на киностудиях «Мосфильм» и «Союзмультфильм» в 1954 году. Киноальманах состоит из 4 новелл, созданных разными съёмочными группами по сценариям Сергея Михалкова: «Ревизоры поневоле», «Я ничего не помню», «Злодейка с наклейкой» и «Подпись неразборчива».
Премьера киноальманаха состоялась в апреле 1955 года.

## «Ревизоры поневоле»
Короткометражный игровой фильм, созданный режиссёром Юлией Солнцевой, — сатира на работников коммунальной сферы.

### Сюжет
Командированные Лаптев и Русаков останавливаются в гостинице небольшого городка. Администратор гостиницы, не склонный сгорать на работе, окружает их невиданной заботой, приняв за столичных ревизоров. Но, как выясняется, настоящий ревизор уже несколько дней живёт в гостинице, испытывая на себе всё безобразие местного сервиса.

### Исполнители ролей
- Оператор — Пётр Кузнецов
- Художник — В. Голиков
- Композитор —  Борис Мокроусов
- Звукооператор — Н. Тимарцев
- Художники по костюмам — 
В. Перелетов
- Художник-гримёр — А. Дубров

| Актёр              | Роль    |
| ------------------ | ------- |
| Михаил Жаров       | Лаптев  |
| Иван Любезнов      | Русаков |
| Михаил Названов    | Чувайло |
| Владимир Лепко     | Прахов  |
| Борис Новиков      | Единица |
| Римма Шорохова     | ревизор |
| Ольга Аросева      | Настя   |
| Михаил Пуговкин    | шофёр   |
| Владимир Уральский | Герасим |

## «Я ничего не помню»
Короткометражный игровой фильм о вреде пьянства, снятый режиссёром Сергеем Казаковым.

### Сюжет
По ночным московским улицам на бешеной скорости мчится автомобиль «Москвич». На перекрёстке он сбивает девушку, как выяснится на следующий день — насмерть. Владелец «Москвича» опухший от пьянства Анатолий пытается оправдаться перед следователем ОРУДа: «Я ничего не помню»
- Оператор — Пётр Кузнецов
- Художники — В. Голиков, В. Перелетов
- Композитор —  Евгений Макаров
- Звукооператор — В. Шарун
- Монтаж — Т. Зинчук
- Директор — Л.  Канарейкина[3]

### Исполнители ролей
| Актёр           | Роль             |
| --------------- | ---------------- |
| Пётр Глебов     | Анатолий         |
| Нина Зорская    | Варя             |
| Любовь Студнева | Евдокия Ивановна |
| Саша Терентьев  | Славик           |
| Михаил Майоров  | Касаткин         |

## «Злодейка с наклейкой»
Кукольный мультипликационный фильм, созданный на киностудии «Союзмультфильм» режиссёрами Всеволодом Щербаковым и Борисом Степанцевым, также посвящённый проблеме алкоголизма
- Оператор — Иосиф Голомб
- Художник-постановщик — В. Грохотов
- Композитор — Александр Мосолов
- Звукооператор — Георгий Мартынюк
- Куклы и декорации  Романа Гурова
- Актёры-кукловоды — Владимир Кусов, 
Г. Бодрова, Л. Кярт
- Директор картины — Борис Бурлаков[4]

### Сюжет
«Злодейка с наклейкой» — это пол-литровая бутылка водки, но с руками, ногами и наглой физиономией. Она жестоко наказывает всех, кто поддаётся её соблазнам. Ответственный работник, выпив пива с водкой, теряет секретные документы. Колхозник засыпает в поле; подвыпивший шофер не справляется с управлением — и машина летит под откос. Но на железной дороге Злодейку настигает кара: машинист швыряет её на рельсы, и от поллитровки остается только битое стекло.